# SHV DWS
Schiedamse Handbalvereniging D.W.S. is een handbalvereniging uit Schiedam. Deze breedtesportvereniging bestaat vooral uit veel jeugdleden, maar heeft ook een herenteam in de eerste divisie spelen (2020/21).

## Geschiedenis
DWS is ontstaan uit gymnastiekvereniging Thor, doordat een groep leden liever handbal speelde dan turnde. Het bestuur van Thor eiste dat turnen op 1 kwam. Onder aanvoering van Joop van Weelie werd echter geëist alleen voor het handbal te betalen, en niet voor turnen. Ondanks dat ze zich af wisten te scheiden heeft Thor de gemeente er van overtuigd dat ze niet in Schiedam mochten spelen en DWS week daarom uit naar Vlaardingen.
In mei 1939 wilde DWS graag terug naar Schiedam. Dit gebeurde onder de voorwaarde dat de naam werd veranderd in Schiedamse Handbalvereniging Door Wilskracht Sterk.
Dus werd in 1939 in Gebouw Eendracht het Vlaardingse D.W.S. omgedoopt in Schiedamse Handbal Vereniging "Door Wilskracht Sterk" op 25 juni 1939 kreeg dit officiële status. De heren van het eerste uur waren Andries Hoogwerf, de broers Ouwendijk, Joop van Weelie en Aad van Woerkom. Zij namen de bestuursfuncties op zich in de eerste jaren.
Op 9 november 1952 opende DWS zijn nieuwe accommodatie op de Parkweg. In 1964 is de eerste paal van de Margriethal in de grond geslagen. DWS heeft meegeholpen aan de bouw van dit gebouw.
In 2015 bestond DWS 75 jaar en heeft hiervoor een koninklijke onderscheiding voor mogen ontvangen.

## Sporthal
Handbalvereniging DWS speelt haar thuiswedstrijden vooral in Sporthal Groenoord in Schiedam. Soms wordt er uitgeweken naar Sporthal Margriet, waar DWS vroeger haar wedstrijden speelde.

## Resultaten
Heren (1995 - heden)
- 1995 6e
Tweede divisie C
- 1996 8e
Tweede divisie C
- 1997
- 1998
- 1999 4e
Eerste divisie B
- 2000 4e
Eerste divisie B
- 2001 7e
Eerste divisie B
- 2002 11e
Eerste divisie B
- 2003 10e
Hoofdklasse B
- 2004 11e
Hoofdklasse B
- 2005 6e
Regioklasse C
- 2006 2e
Regioklasse C
- 2007
- 2008
- 2009
- 2010
- 2011 2e
Regioklasse C
- 2012 9e
Hoofdklasse B
- 2013 11e
Tweede divisie B
- 2014
- 2015 6e
Hoofdklasse C
- 2016 2e
Hoofdklasse C
- 2017 7e
Tweede divisie B
- 2018 9e
Tweede divisie B
- 2019 1e
Tweede divisie B
- 2020 12e
Eerste divisie
- 2021
Eerste divisie
- 2022 6e
Eerste divisie
- 2023 6e
Eerste divisie

- Eerste divisie
- Tweede divisie
- Hoofdklasse